# Ulug Mohamed
Ulug Mohamed (urdujsko, perzijsko, arabsko ألوغ محمد, tatarsko Олуг Мөхәммәт, Olug  Mөhәmmәt, rusko Улуг Мухаммед, Ulug Muhammed) je bil dvakrat kan Zlate horde in ustanovitelj Kazanskega kanata, * 1405, Zlata horda, † 1445, Kazan, Kazanski kanat.

## Zlata horda
Ulug Mohamed je prišel prvič na oblast po smrti kana Kadir Berdija. Njegov glavni tekmec za prestol Zlate horde je bil njegov bratranec, Kadir Berdijev sin Daulat Berdi.   Ulug Mohamed je večji del svoje  vladavine vladal v Saraju in bil zato za podložnike bolj zakonit  vladar Horde, čeprav ga je po obleganju Saraja leta 1420 njegov tekmec ujel in ga imel dve leti v ujetništvu.
Leta 1422 je Barak Kan porazil Ulug Mohameda in Daulata in ju izgnal iz države. Dulat je pobegnil na Krim, Ulug Mohamed pa v Veliko litovsko kneževino, kjer je prosil za pomoč kneza Vitautasa. Z njegovo pomočjo je napadal Baraka in osvojil Saraj.
Po prevzemu oblasti se je Ulug Mohamed odpravil na Krim, kjer je Daulat Berdi po Barakovem porazu in smrti sam prevzel oblast v Krimskem kanatu. Po nizu spopadov brez dokončnega izida je moral Ulug Mohamed zaradi Vitautasove smrti  pohod prekiniti. Svojo vojsko je usmeril proti Litvi, kjer je v borbi za litovski prestol podprl  Sigismunda Kęstutaitisa proti  Švitrigaili. Švitrigajlo so podpirali Daulat Berdi in za njim Sajid Ahmed I. in Vasilij II.  Moskovski.

## Kazan
Leta 1436 je izgubil oblast v Zlati hordi. Pobegnil je na Krim, se spopadel z vladarji Krima in z vojsko 3.000 mož odšel na sevez in zavzel obmejno mesto Beljov. Leta 1437 je Vasilij II. poslal proti njemu ogromno vojsko pod poveljstvom Dimitrija Šemjaka, ki je bila v bitki pri Beljovu poražena. Ulug Mohamed se je kmalu zatem odpravil proti Volgi. Naslednje leto je osvojil Kazan in se odcepil od Zlate horde. Leta 1439 je odšel na pohod proti Rusiji in požgal Kolomna in okolico Moskve. 
Za dogajanja v naslednjih petih letih ni nobenega podatka. Leta 1444-1445 je okupiral Nižni Novgorod in odšel na pohod na Murom. Sledil je Vasilijev protinapad. V bitki pri Suzdalu je bil Vasilij poražen in ujet in po izplačani odkupnini kmalu izpuščen. 
Mohamed je nekaj mesecev kasneje umrl, morda umorjen po naročilu sina Mahmuda.

## Družina
Ulug Mohamed je bil najverjetneje sin kana Džalala ad-Dina in vnuk  kana Toktamiša, čeprav bi lahko bil tudi potomec Toktamiševega sorodnika Hadana Džefaja. Vsekakor je bil potomec Džingiskanovega sina Džočija.  Ruski viri trdijo, da je njegovo poreklo nezanesljivo in da je o tem več mnenj. 
Sin Mustafa je padel v bojih pri Rjazanu leta 1444. Sin Kasim Kan je odšel po odkupnino za kneza Vasilija II., ujetega v bitki pri Suzdalu. Vstopil je v rusko službo in leta 1452 ustanovil Rjazanski kanat. Uluga Mohameda je nasledil   sin  Mahmud Kazanski, ki je po prihodu na oblast morda umoril brata Jusufa.